# Helsingborgs stadsbibliotek

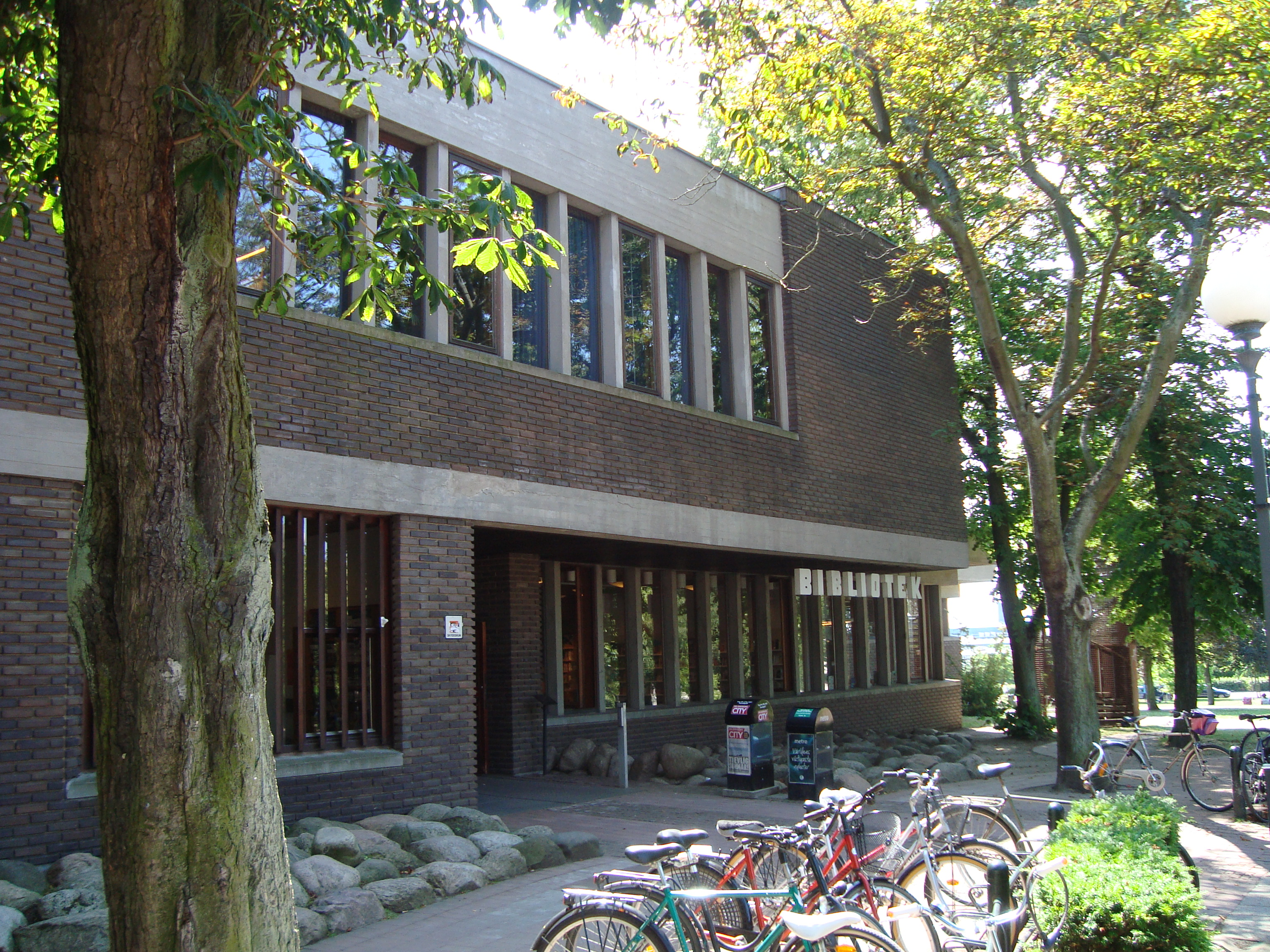
Entrén.

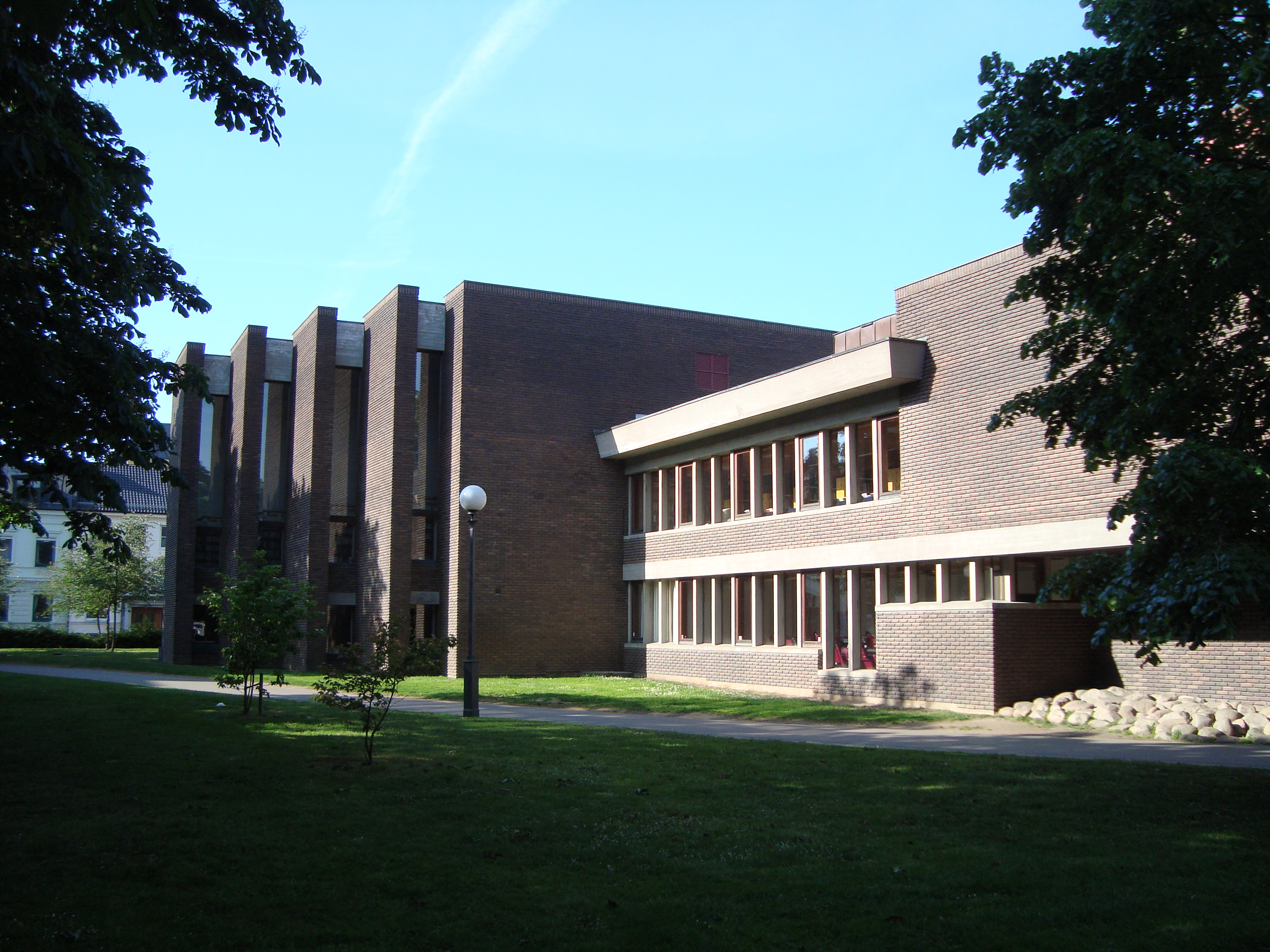
Stadsbibliotekets östra fasad i morgonljus.

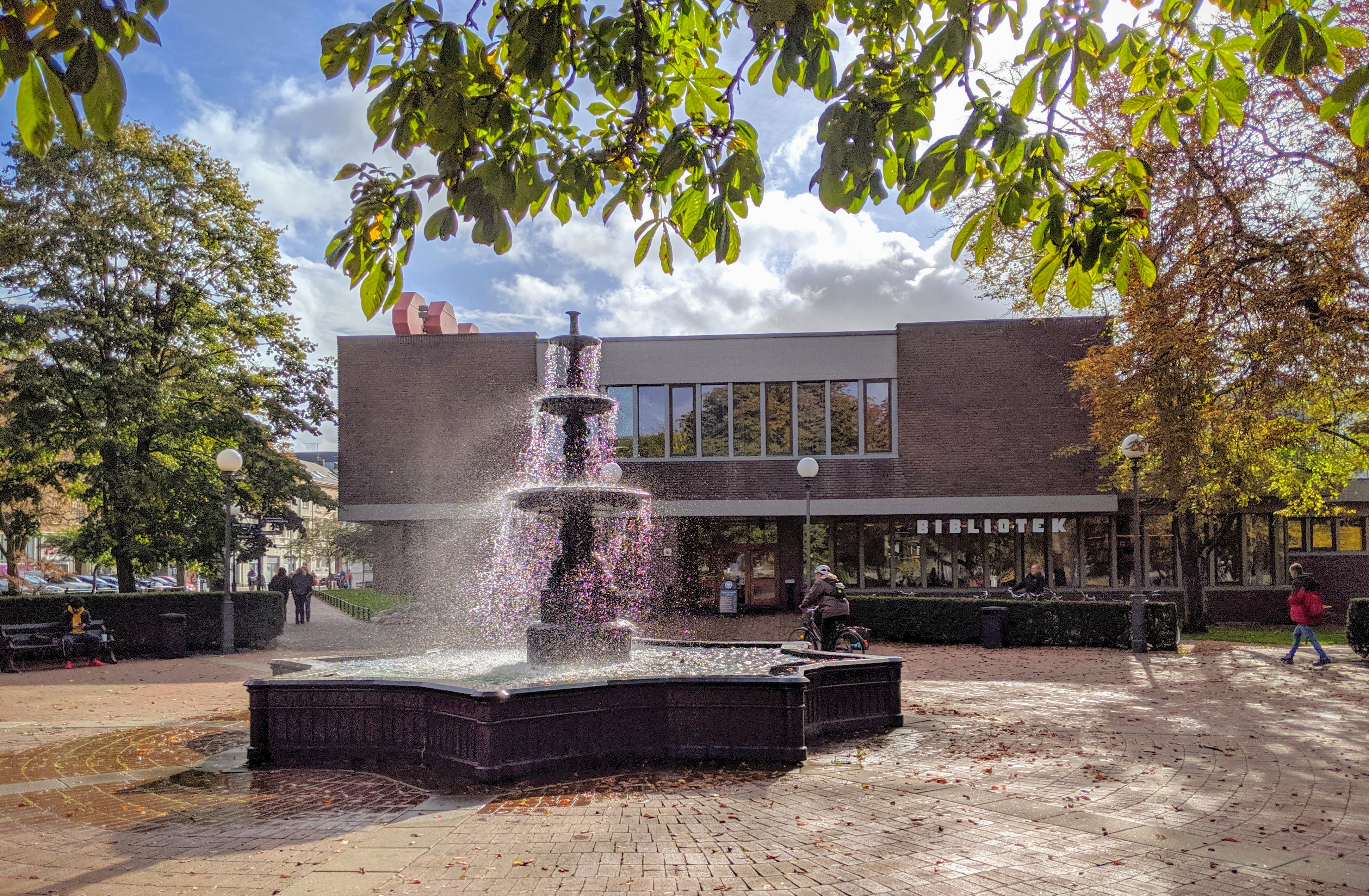
Fontänen framför huvudentrén

Helsingborgs stadsbibliotek är Helsingborgs största bibliotek, beläget i Stadsparken i stadens centrala delar.

## Verksamhet
Stadsbiblioteket i Helsingborg bedriver en omfattande verksamhet utöver den traditionella bokutlåningen. I biblioteket finns även möjligheten att låna filmer, musikalbum och tv-spel. Vid sidan av utlåning finns även möjligheter för släktforskning. Dessutom samarbetar biblioteket med andra institutioner för att förmedla olika sorters information. Det hålls regelbundet olika föredrag och föreläsningar i bibliotekets kafé, Café Birger. Kaféet hyser även andra arrangemang, som exempelvis musikframträdanden, eller författarkvällar, där olika författare berättar om eller läser från sina böcker. För barn arrangeras bland annat barnteater och sagostunder.

## Historia
I mitten av 1800-talet kom det krav på inrättandet av ett stadsbibliotek i Helsingborg, främst från den liberale redaktören för Öresunds-Posten F T Borg. År 1860 belutades att man skulle upplåta en lokal i folkskolan för ett stadsbibliotek som skulle försörjas av dels boklånarnas avgifter, dels ett bidrag från staden på 100 riksdaler årligen. Lokalen i folkskolan fick man använda  hyresfritt. Biblioteket stannade i denna lokal till 1899 då man flyttade till gamla läroverksbyggnaden, vilket var den första i en lång rad omflyttningar i väntan på en mer permanent lokal. År 1912 flyttade man till Norra Storgatan 6 och 1935 till Konserthuset, tänkt att endast vara ett provisorium, men man stannade där i 30 år. Biblioteksstyrelsen letade kontinuerligt efter nya lokaler. Kraven var att det skulle vara en centralt placerad tomt och i takt med att bebyggelsen förändrades blev det klart att man ville att tomten skulle ligga i anknytning till Söder. Man kom fram till två förslag där biblioteket antingen skulle ligga på tomten mellan den Essenska villan och Gamla begravningsplatsen eller i södra delen av Stadsparken. Båda förslagen inkräktade på grönområden i staden vilket var en väldigt känslig fråga. Stadsplanechefen Gunnar Sundbärg förespråkade det senare förslaget då man ansåg att den fria sikten mot landborgen var för värdefull. Problemet med protesterna löste han genom att föreslå att man skyddade området vid Essenska villan från framtida bebyggelse som kompensation för att man bebygger en del av Stadsparken. År 1957 antog stadsfullmäktige förslaget.

## Byggnaden
Stadsbiblioteket byggdes 1965 efter ritningar av Arton arkitekter genom Jörgen Michelsen. Dess tillkomst skapade stor debatt då man hade valt att placera byggnaden i Stadsparken och många protesterade då de ogillade att det inkräktade på parkrummet. Efter att byggnaden uppförts blev den däremot känd för hur omsorgsfullt inplacerad i parken den är. Michelsen har själv beskrivit tanken bakom huset enligt följande:
| ” | Planen fick en tillsats av tillsiktad komplexivitet för att fånga upp olika aktiviteter och grupper och komma olika behov till mötes. Här skulle trivas både forskare, barn, rökare, vuxna, friskluftsmänniskor, musiklyssnare och kaffedrickare. Här skulle finnas öppen- och slutenhet, låg- och högljuddhet, samvaro och enskildhet. Rumsförskjutningar och upplevelsebefrämjande utvikningar i höjd- och sidled blev medlet. | „ |

Byggnaden är byggd i brunt, specialtillverkat helsingborgstegel med inslag av betong och större glaspartier. Den består av olika sammanbundna byggnadskroppar som samlar sig runt en atriumgård i mitten. Större delen av byggnaden har ett horisontellt uttryck, förutom den östra fasaden där fyra vertikala väggar trappvis skjuter ut från huvudfasaden, helt uppglasade i de mellanrum som bildas. Interiört blandas vita och ljusa väggar med trädetaljer och blottade betongdetaljer. 
År 1994 byggdes atriumgården över med ett stort glasparti, även denna tillbyggnad ritad av Michelsen. Därmed bildas ytterligare plats för det allt trängre biblioteket.
Helsingborgs stad har 2020 uttryckt tankar om att bygga om stadsbiblioteket.
Våren 2022 utlyste Helsingborg stad en arkitekttävling om en utbyggnad av stadsbiblioteket som vanns av det danska arkitektkontoret Schmidt Hammer Lassen. Det vinnande förslaget har ställts ut i stadsbiblioteket. Byggnationen beraknas börja år 2025.

## Galleri

Arkitekturfotografen Sune Sundahl fotograferade det nybyggda biblioteket i september 1965.
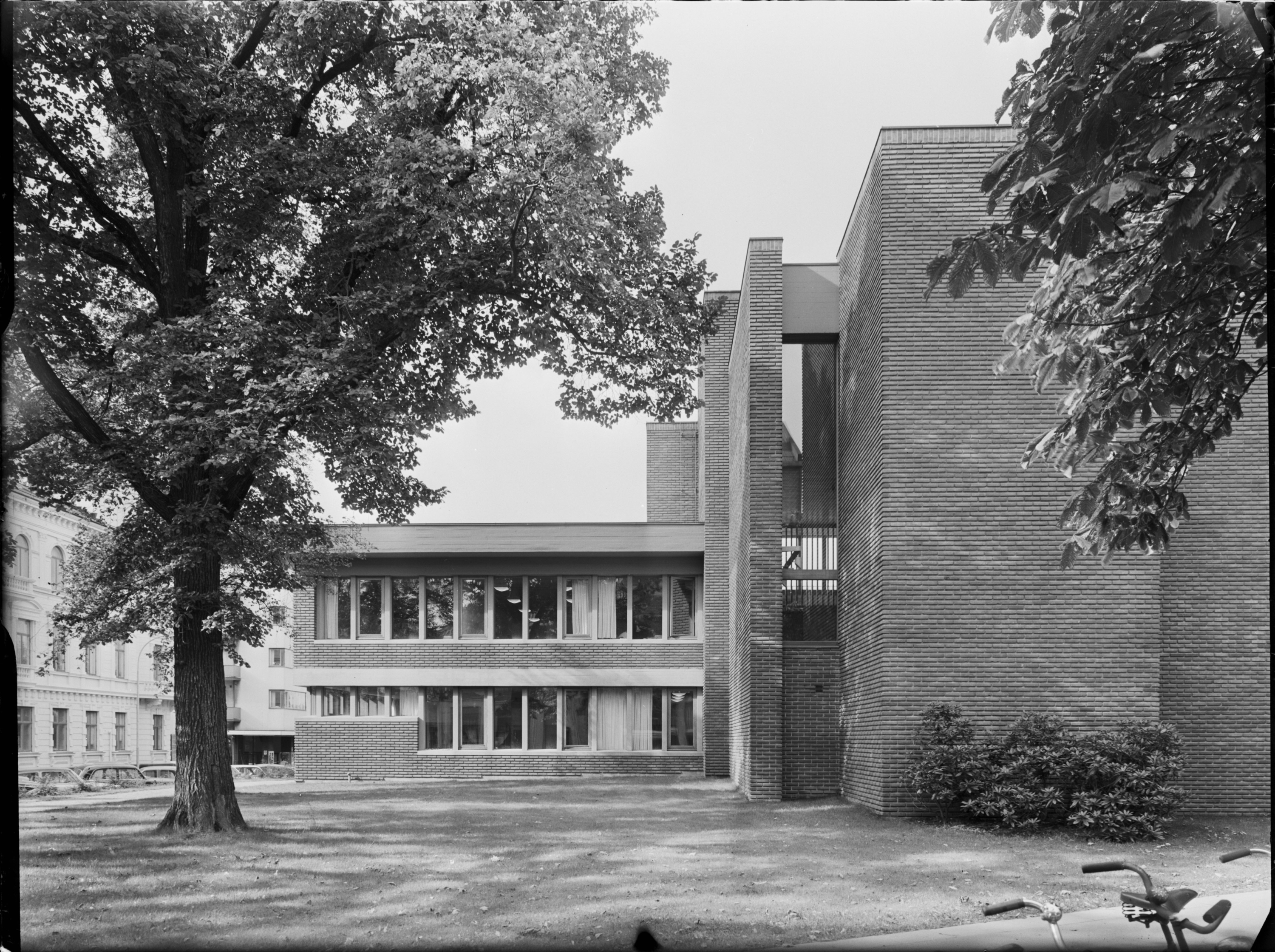
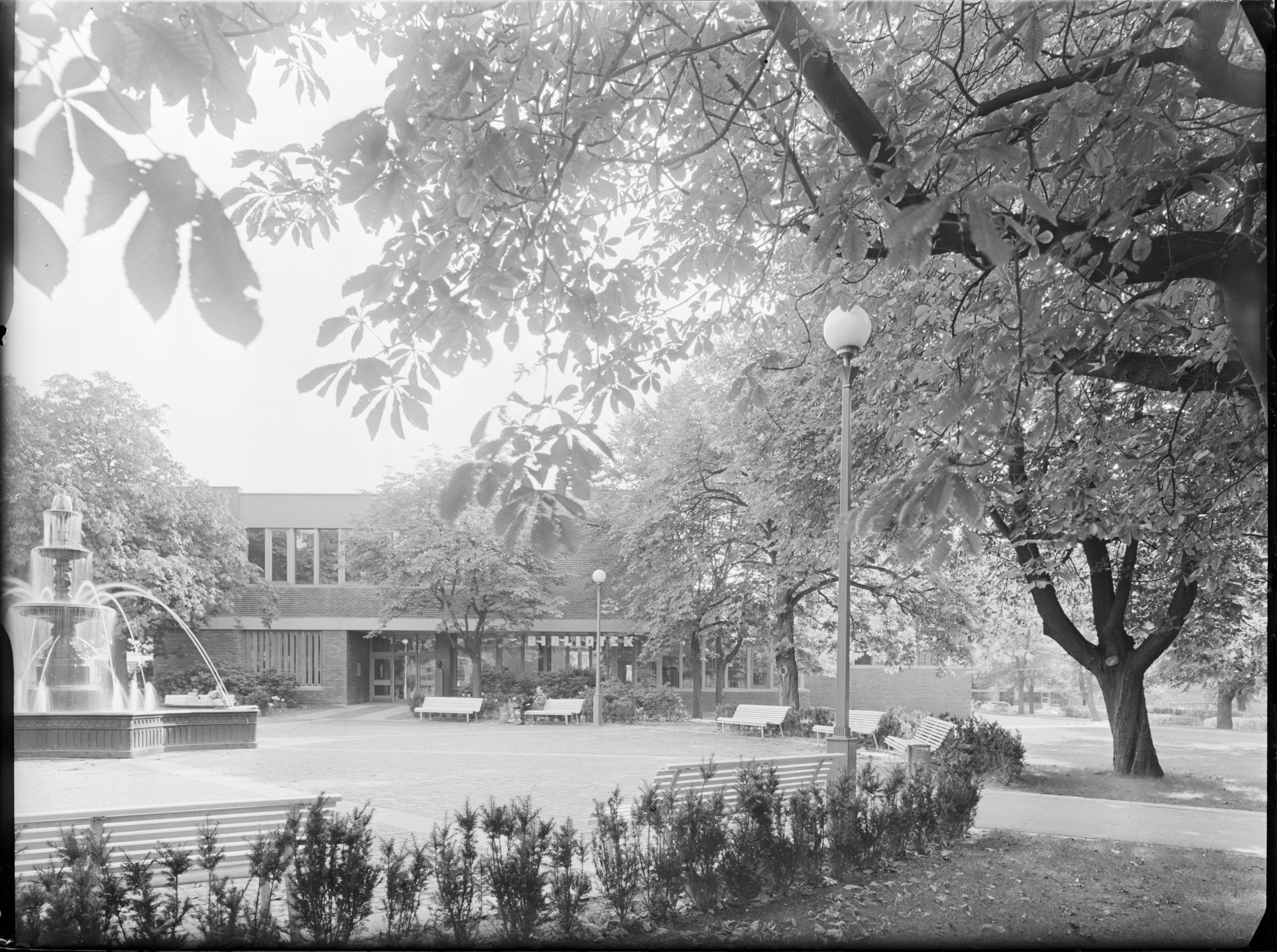
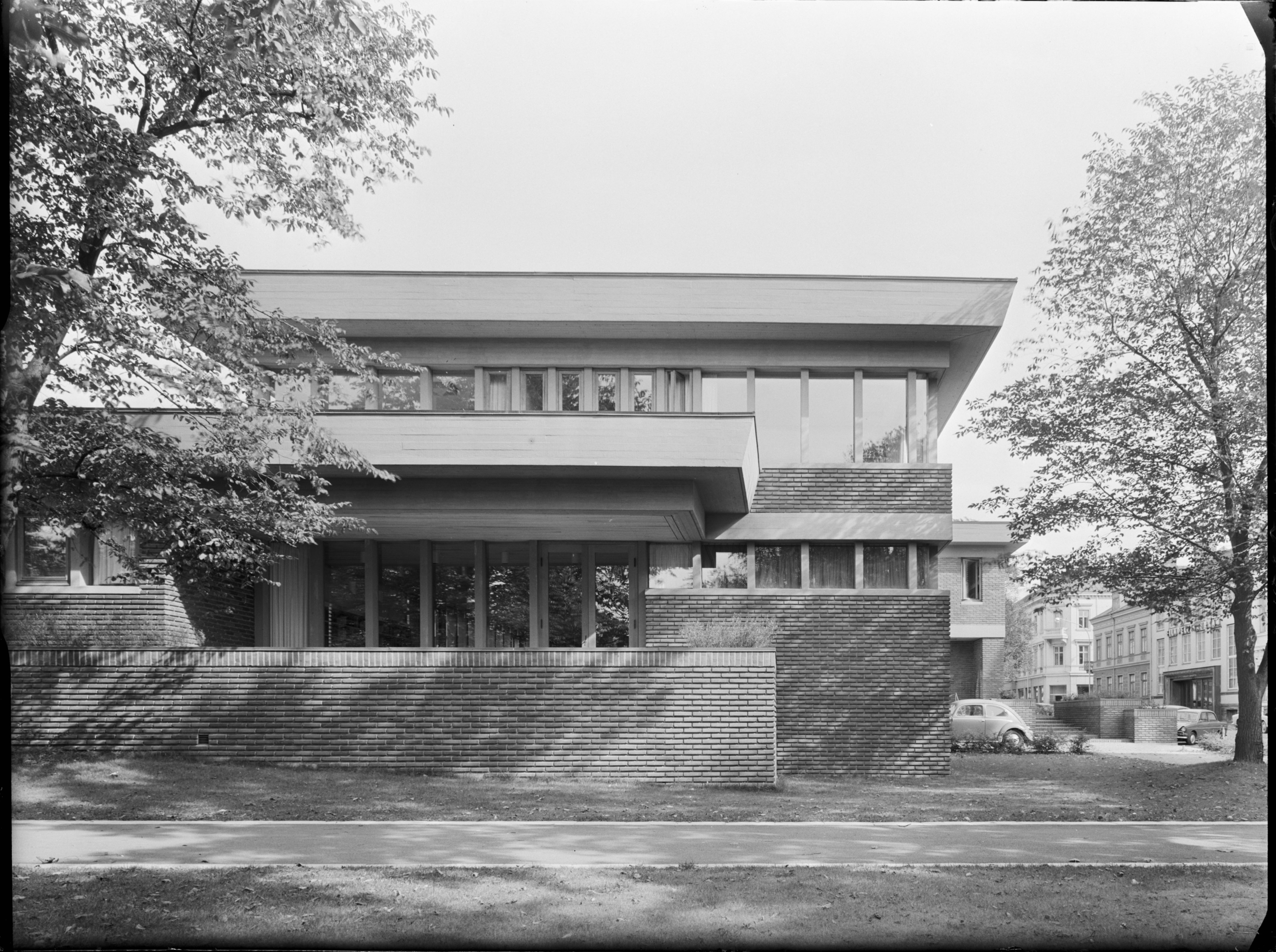
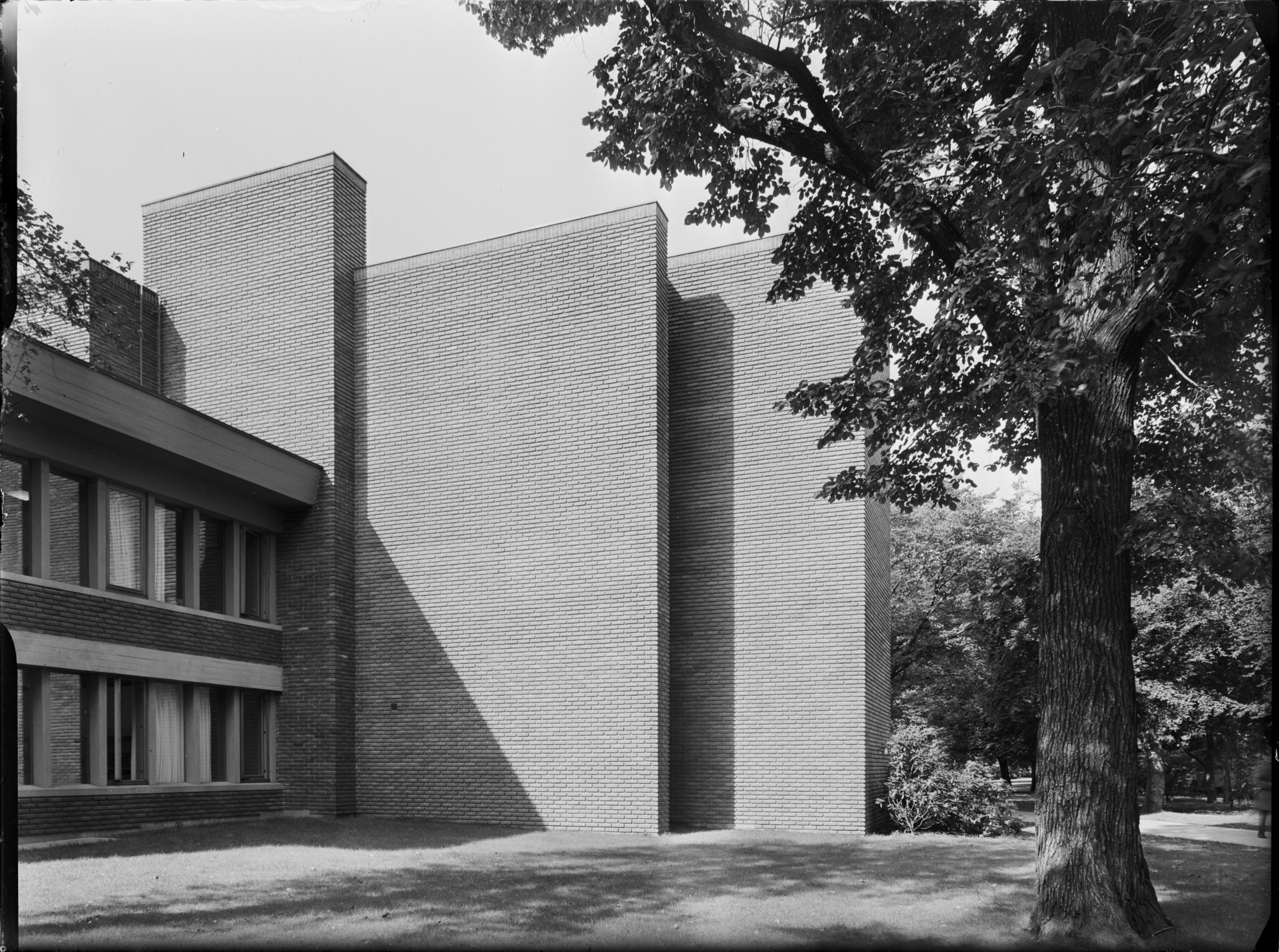
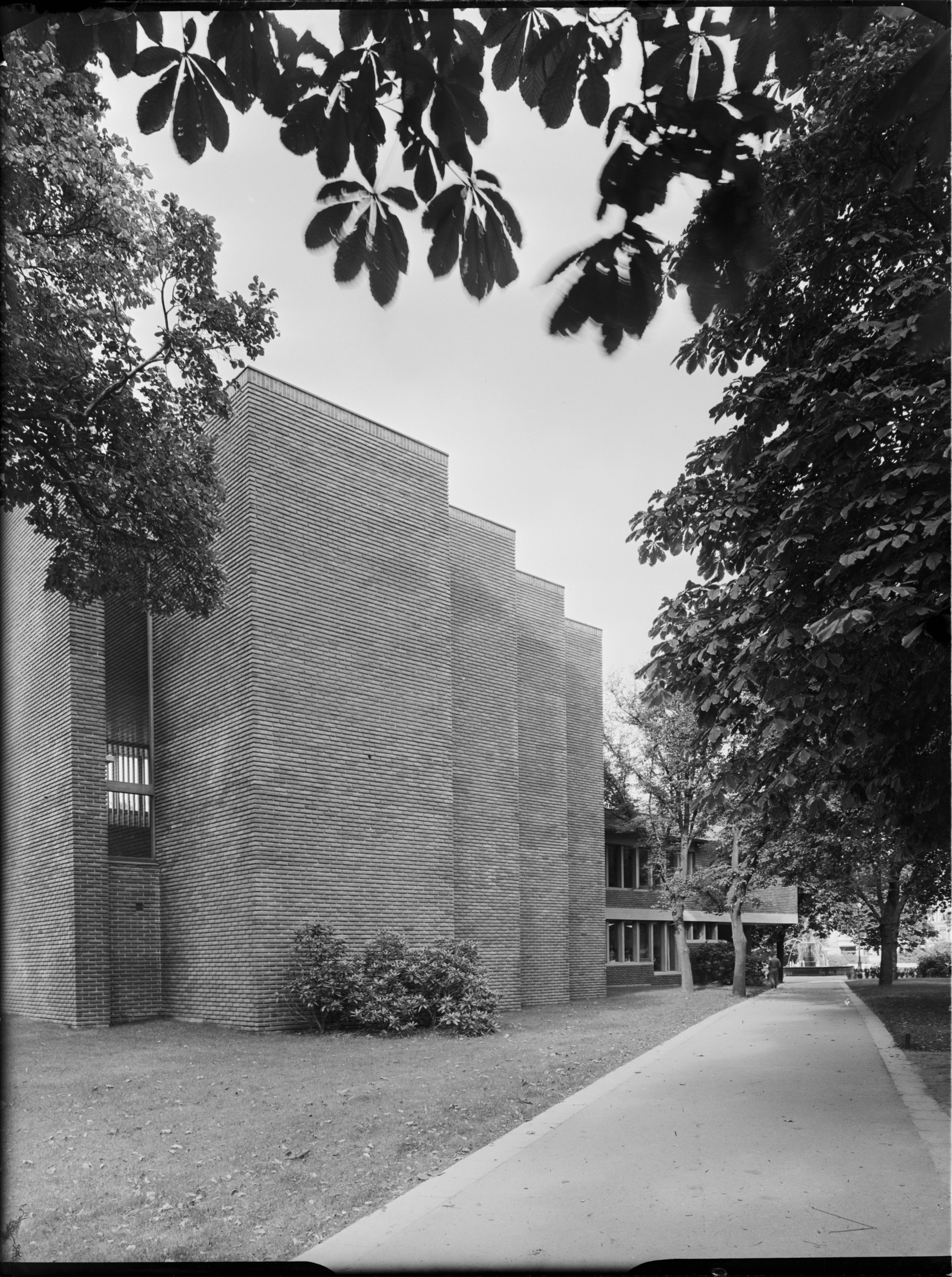